# Синое (Констанца)
Сино́е (рум. Sinoe — «Синее») — село в Румынии, в области Северная Добруджа. Расположено на берегу озера Синое в дельте Дуная, в 60 км к северу от города Констанца. Административно относится к коммуне Михай-Витязу в жудеце Констанца.
В османский период деревня называлась Касапкой (Касап-Киой, рум. Casapchioi, болг. Касапкьой, тур. Kasapköy). В деревне была церковь и школа. Вместе с селом Долно Чамурлии (ныне Чамурлия-де-Жос) деревня играла важную роль в культурной жизни, местные учителя и священники взяли на себя образование почти всей центральной Добруджи. Болгарское население деревни Касапкой эмигрировало в Болгарию по Крайовскому мирному договору 1940 года. Деревня была заселена аромунами из Южной Добруджи.